# SEAMO
SEAMO, de son vrai nom Naoki Takada (高田 尚輝), est un rappeur japonais. Né le 31 octobre 1975, à Nagoya, il fit ses débuts en 2004 sous le pseudonyme SEAMONATOR (シーモネーター), avec DJ TAKI-SHIT. C'était une époque rebelle où il chantait à moitié nu, avec un masque tengu pour cacher ses parties intimes. D'ailleurs ce masque représente toujours le logo de SEAMO sur ses produits dérivés et autres détails. 
En 2005, il commence sa carrière solo sous le nom de SEAMO sous le label BMG Japan. Mais c'est grâce à sa collaboration avec les BENNIE K qu'il se fait remarquer. En 2006, son single Mata Aimashou (マタアイマショウ) connaît un succès énorme en restant 34 semaines de suite dans les charts japonais, se vendant à plus de 160 000 exemplaires. Son second album solo Live Goes On se place d'ailleurs premier des ventes japonaises.
Il est maintenant devenu une icône sûre du hip-hop japonais.
En 2008, il écrit même une chanson pour les NEWS, un groupe de la Johnnys Entertainment.
En 2009, SEAMO change de maison de disques : il est maintenant sous le label Sony Japan.

## Discographie

### Albums
- Scrap and Build [26/11/08]
- Stock Delivery [18/06/08]
- Round About [31/10/07]
- Live Goes On [20/09/06]
- Get Back On Stage [26/10/05]

### Singles
- My ANSWER/Fukeiki nante Buttobase!! (不景気なんてぶっとばせ!!)[19/08/09]
- Continue [15/10/08]
- HONEY HONEY feat AYUSE KOZUE [18/06/08]
- MOTHER [07/05/08]
- Kiseki (軌跡) [26/09/07]
- Fly Away [25/07/07]
- Cry Baby [18/04/07]
- Sotsugyou, Soshite Mirai he feat. Monkey Majik (卒業、そして未来へ。) [14/03/07]
- Lupin The Fire (ルパン・ザ・ファイヤー) [26/07/06]
- Mata Aimashou (マタアイマショウ) [05/04/06]
- The Club ＝天上智喜＝ (ft Tenjoo Chiki [CSJH]) [08/03/06]
- A love story ft BENNIE K [12/10/05]
- DRIVE [13/07/05]
- Kanpaku (関白) [23/03/05]

### Divers
- Yoru no Pikunikku INSPIRED BEST ALBUM (「夜のピクニック」INSPIRED BEST ALBUM) [20/09/06]
- Swing presents…PEACE from Central Japan [28/06/06]
- WE LOVE WE [14/06/06]
- Win and Shine ＝Ukatrats FC＝ [24/05/06]